# Tomasz Iwan
Tomasz Iwan (Słupsk, Polonia, 12 de junio de 1971) es un exfutbolista polaco que jugaba como centrocampista. Iwan inició su carrera deportiva en su país natal, trasladándose a jugar a los Países Bajos en 1994 (en 1996 fue nombrado Futbolista del año en Polonia mientras jugaba en el Feyenoord). Tras una breve estancia jugando en el Trabzonspor turco, regresó a los Países Bajos para retirarse jugando en Austria.

## Clubes
| Club           | País         | Año       | Partidos | Goles |
| -------------- | ------------ | --------- | -------- | ----- |
| Olimpia Poznań | Polonia      | 1991-1992 | 17       | 1     |
| ŁKS Łódź       | Polonia      | 1992-1993 | 10       | 0     |
| Warta Poznań   | Polonia      | 1993-1994 | 31       | 7     |
| Roda JC        | Países Bajos | 1994-1995 | 30       | 4     |
| Feyenoord      | Países Bajos | 1995-1997 | 45       | 3     |
| PSV Eindhoven  | Países Bajos | 1997-2001 | 73       | 5     |
| Trabzonspor    | Turquía      | 2001      | 0        | 0     |
| RBC Roosendaal | Países Bajos | 2001      | 10       | 1     |
| Austria Viena  | Austria      | 2001-2002 | 12       | 0     |
| Admira Wacker  | Austria      | 2002-2005 | 81       | 14    |
| Lech Poznań    | Polonia      | 2005-2006 | 16       | 3     |

- Datos: Q922465
- Multimedia: Tomasz Iwan / Q922465